# Ормеа
Ормеа (італ. Ormea, п'єм. Orméa) — муніципалітет в Італії, у регіоні П'ємонт,  провінція Кунео.
Ормеа розташована на відстані близько 450 км на північний захід від Рима, 105 км на південь від Турина, 39 км на південний схід від Кунео.
Населення — 1639 осіб (2014).
Щорічний фестиваль відбувається у Свято Тіла і Крові Христових (Corpus Domini). Покровитель — святий Мартин.

## Демографія
Населення за роками:

Станом на 1 січня 2023 року в муніципалітеті офіційно проживало 114 іноземців з 20 країн, серед них 47 громадян країн Євросоюзу та 1 громадянин України.

## Сусідні муніципалітети
- Альто
- Армо
- Брига-Альта
- Капрауна
- Козіо-ді-Аррошія
- Фрабоза-Сопрана
- Гарессіо
- Мальяно-Альпі
- Назіно
- Порнассіо
- Робурент
- Роккафорте-Мондові